# Ambatolaona
Ambatolaona is een plaats en commune in het centrum van Madagaskar, behorend tot het district Manjakandriana, dat gelegen is in de regio Analamanga. Tijdens een volkstelling in 2001 telde de plaats 4.826 inwoners.
De plaats biedt enkel lager onderwijs aan. 94,5 % van de bevolking werkt als landbouwer. De belangrijkste landbouwproducten zijn rijst en bonen; andere belangrijke producten zijn mais, zoete aardappelen en aardappelen. Verder is 5% actief in de dienstensector en heeft 0,5% een baan in de industrie.